# Ectatoderus kilimandjaricus
Ectatoderus kilimandjaricus is een rechtvleugelig insect uit de familie Mogoplistidae. De wetenschappelijke naam van deze soort is voor het eerst geldig gepubliceerd in 1910 door Sjöstedt.